# 马秀玥
马秀玥（1991年5月21日—），黑龙江哈尔滨人，中国男子冰壶运动员。他曾联同邹强、王智宇、许静韬和姜东旭代表中国参加2022年冬季奥林匹克运动会男子冰壶比赛，结果队伍获得第五名。